# Tinaminae
I Tinamini (Tinaminae) sono una sottofamiglia di uccelli della famiglia dei Tinamidi.

## Sistematica
La sottofamiglia Tinaminae comprende 3 generi e 29 specie:
- Genere Tinamus Hermann, 1783
  - Tinamus tao Temminck, 1815 - tinamo grigio
  - Tinamus solitarius (Vieillot, 1819) - tinamo solitario
  - Tinamus osgoodi Conover, 1949 - tinamo nero
  - Tinamus major (Gmelin, 1789) - tinamo grosso
  - Tinamus guttatus Pelzeln, 1863 - tinamo golabianca
- Genere Nothocercus Bonaparte, 1856
  - Nothocercus bonapartei Gray, 1867 - tinamo delle alture;
  - Nothocercus julius (Bonaparte, 1854) - tinamo pettofulvo;
  - Nothocercus nigrocapillus (Gray, 1867) - tinamo monaco.
- Genere Crypturellus Brabourne e Chubb, 1914
  - Crypturellus berlepschi Rothschild, 1897 - tinamo di Berlepsch
  - Crypturellus cinereus (Gmelin, 1789) - tinamo cenerino
  - Crypturellus soui (Hermann, 1783) - tinamo piccolo
  - Crypturellus ptaritepui Zimmer e Phelps, 1945 - tinamo dei tepui
  - Crypturellus obsoletus (Temminck, 1815) - tinamo bruno
  - Crypturellus undulatus (Temminck, 1815) - tinamo vermicolato
  - Crypturellus transfasciatus (Sclater e Salvin, 1878) - tinamo dai sopraccigli
  - Crypturellus strigulosus (Temminck, 1815) - tinamo del Brasile
  - Crypturellus duidae Zimmer, 1938 - tinamo zampegrigie
  - Crypturellus erythropus (Pelzeln, 1863) - tinamo zamperosse
  - Crypturellus noctivagus (Wied, 1820) - tinamo zampegialle
  - Crypturellus atrocapillus (Tschudi, 1844) - tinamo capinero
  - Crypturellus cinnamomeus (Lesson, 1842) - tinamo di boscaglia
  - Crypturellus boucardi (Sclater, 1859) - tinamo pettoardesia
  - Crypturellus kerriae (Chapman, 1915) - tinamo del Chocò
  - Crypturellus variegatus (Gmelin, 1789) - tinamo variegato
  - Crypturellus brevirostris (Pelzeln, 1863) - tinamo rugginoso
  - Crypturellus bartletti (Sclater e Salvin, 1873) - tinamo di Bartlett
  - Crypturellus parvirostris (Wagler, 1827) - tinamo beccopiccolo
  - Crypturellus casiquiare (Chapman, 1929) - tinamo barrato
  - Crypturellus tataupa (Temminck, 1815) - tinamo tataupa